# Tanzmeisterhaus

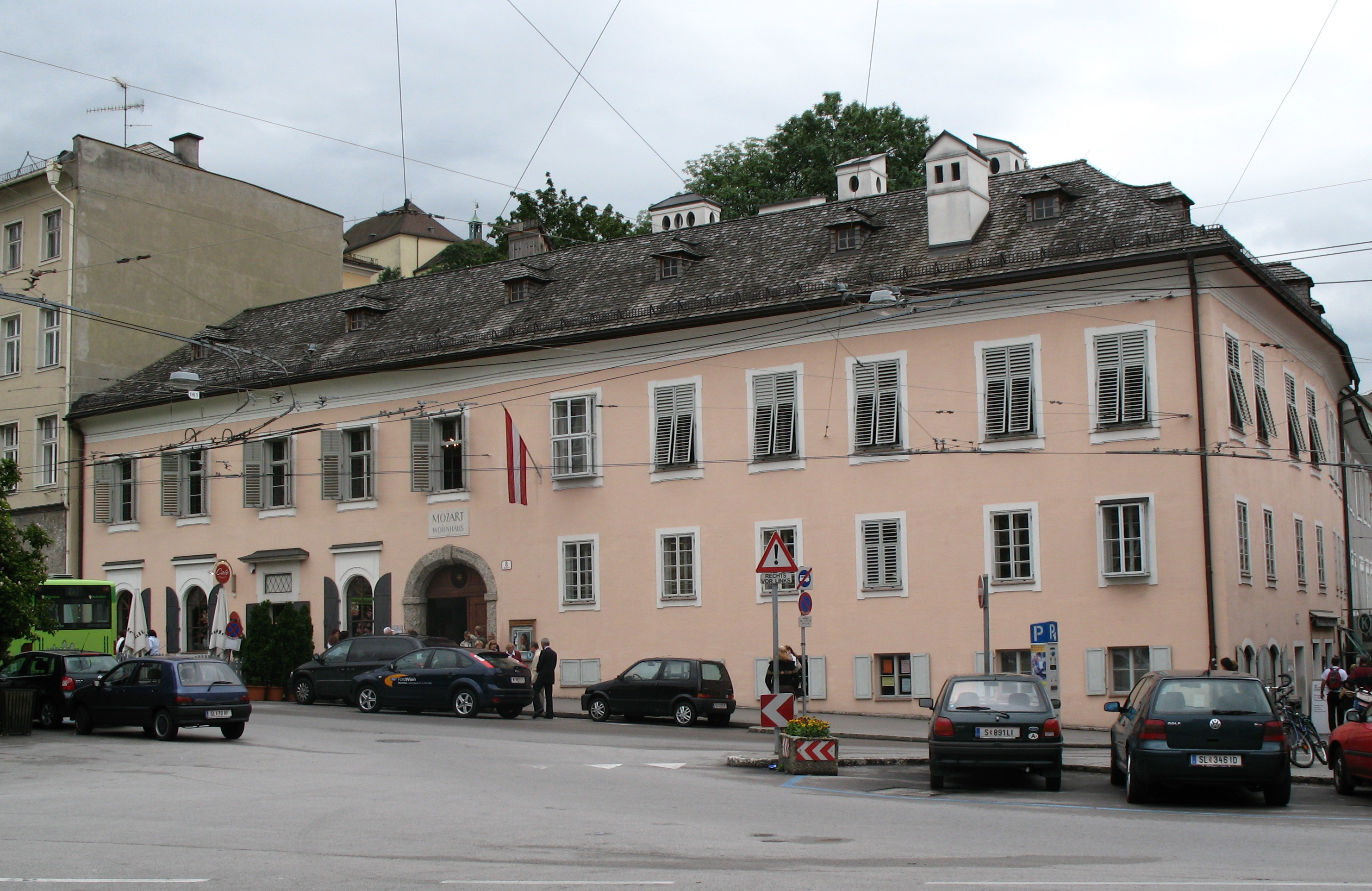
Makartplatz 8 in Salzburg

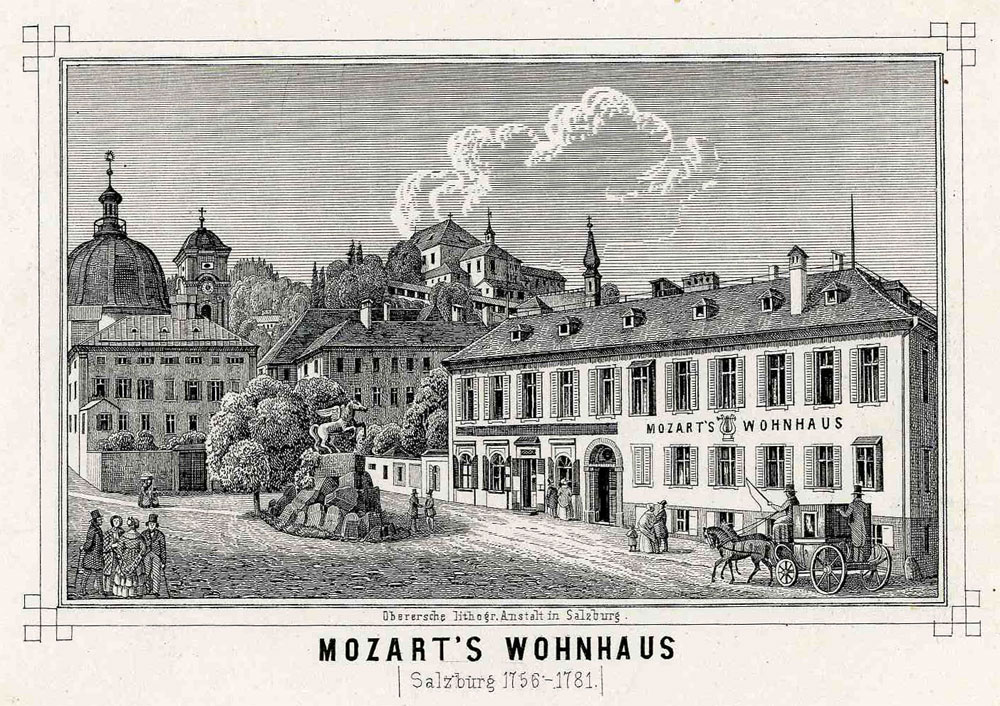
Lithographie, um 1860

Das Tanzmeisterhaus steht am Makartplatz 8 in der Landeshauptstadt Salzburg. Das auch Mozarts Wohnhaus genannte Gebäude steht unter Denkmalschutz.

## Geschichte
Das Gebäude wurde erstmals 1617 urkundlich genannt.
Am 3. August 1711 erhielt der Hoftanzmeister Johann Lorenz Spöckner per Dekret die Erlaubnis, in einem Haus am Hannibalplatz, heute Makartplatz, Tanzstunden für Adelige abzuhalten. In der Seelenbeschreibung (Volkszählung) von 1713 wurde das Haus bereits als Tanzmeisterhaus bezeichnet. Sein Sohn Franz Gottlieb Spöckner (1706–1767) erwarb 1739 das Haus von seiner Mutter und war in der Nachfolge seines Vaters als Hoftanzmeister tätig, er war am 21. November 1747 der Trauzeuge für Leopold Mozart bei der Vermählung mit Anna Maria Pertl aus St. Gilgen.
Erst 1773, sechs Jahre nach dem Tod von Franz Gottlieb Spöckner, bezog die Familie Mozart eine Wohnung im Tanzmeisterhaus.
Das längliche schlichte zwei- bis dreigeschoßige Gebäude wurde 1944 durch Fliegerbomben zu zwei Drittel zerstört. Im erhalten gebliebenen Gebäudeteil wurde 1956/1957 im Tanzmeistersaal die Stuckdekoration des späten 18. Jahrhunderts wiederhergestellt. Nach dieser Restaurierung wurde im Tanzmeistersaal eine Mozart-Gedenkstätte eingerichtet.
Das Museum beinhaltet eine Sammlung von Musikinstrumenten und Dokumenten, welche zu den Aufenthaltsjahren 1773 bis 1780 Wolfgang Amadeus Mozarts in Beziehung stehen.
Im Hof steht das sog. Zauberflötenhäuschen. In ihm soll Mozart Teile seiner Oper Die Zauberflöte komponiert haben. Ursprünglich war es neben dem Theater auf der Wieden in Wien aufgestellt. Anschließend wurde es 1877 nach Salzburg auf den Kapuzinerberg gebracht. Von 1950 bis 2022 befand es sich im Hof des Mozarteums und wurde anschließend – nach einer umfangreichen Sanierung – im Hof von Mozarts Wohnhaus aufgebaut.